# Dok2
Dok2 (도끼?), pseudonimo di Lee Joon-kyung (이준경?, I Jun-gyeongLR, Yi ChungyŏngMR; Gyeongju, 28 marzo 1990), è un rapper sudcoreano di origini filippine e spagnole.

## Biografia
Multillionaire (2015) è stato il suo primo LP a raggiungere la top ten della Gaon Chart. Il disco successivo, intitolato Reborn (2017), è finito al 27º posto della classifica.

## Discografia

### Album in studio
- 2011 – Hustle Real Hard
- 2012 – Love & Life, the Album
- 2015 – Multillionaire
- 2017 – Reborn

### EP
- 2008 – I'mma Shine
- 2009 – Thunderground
- 2017 – Crazy
- 2022 – Survived Suffering EP

### Mixtape
- 2013 – South Korean Rapstar Mixtape
- 2022 – Filipino South Korean Rapstar Mixtape
- 2023 – The Core Tape, Vol. 1
- 2023 – The Core Tape, Vol. 2
- 2023 – The Core Tape, Vol. 3

### Singoli
- 2011 – We Here (con The Quiett)
- 2011 – Best Time (in Our Life)
- 2011 – Illionaire Way (con The Quiett e Beenzino)
- 2012 – Leave Me Alone (Fuck You)
- 2012 – Rapstar
- 2014 – Finale (con So Jin)
- 2015 – Riatch
- 2015 – Multillionaire
- 2015 – #Jelix (con One e The Quiett)
- 2015 – Goal Keeper (con Microdot)
- 2015 – High Up (con Highbrow)
- 2016 – Future Flame
- 2016 – Bad Vibes Lonely (feat. Dean)
- 2016 – 1Llusion
- 2016 – Sprite on You
- 2016 – Just 1Llin'
- 2016 – Paradise (con Jero)
- 2017 – 1ll Recognize 1ll
- 2017 – Most Hated (con Jay Park)
- 2018 – 1llogic
- 2018 – We Bad (con Changmo e The Quiett)
- 2018 – Bliss (feat. Sumin)
- 2018 – Cali Shine (con Kim Bumsoo)
- 2018 – Ready to Listen
- 2018 – On My Way 3 (feat. Kim Bum-soo)
- 2018 – The Player
- 2019 – Lobby
- 2019 – So Far So Good (feat. Ann One & Double K)
- 2019 – Endxiety (feat. Ann One)
- 2020 – Life Is Beautiful (con VaVa, Yitai Wang e Jessi)
- 2022 – Zen Mode (feat. Jacob Santana)
- 2022 – Do It 4 Nothing
- 2022 – No Maybes
- 2022 – First Rollie (feat. Seori)
- 2022 – Spooky Asian (feat. Changmo)
- 2022 – Survived Suffering
- 2022 – Empire (con SZN feat. Homies)
- 2022 – Meditate
- 2022 – G.O.N.Z.O
- 2023 – Behind the Scenes
- 2023 – Lava (con Holly)
- 2023 – O.F.E
- 2023 – Multiply
- 2023 – Survivor (con PuffyTheReal)
- 2023 – Illson & Gonzo (con Mix.audio e Illson)
- 2023 – InMyLife
- 2023 – International
- 2023 – Go Now